# Kilkerran House

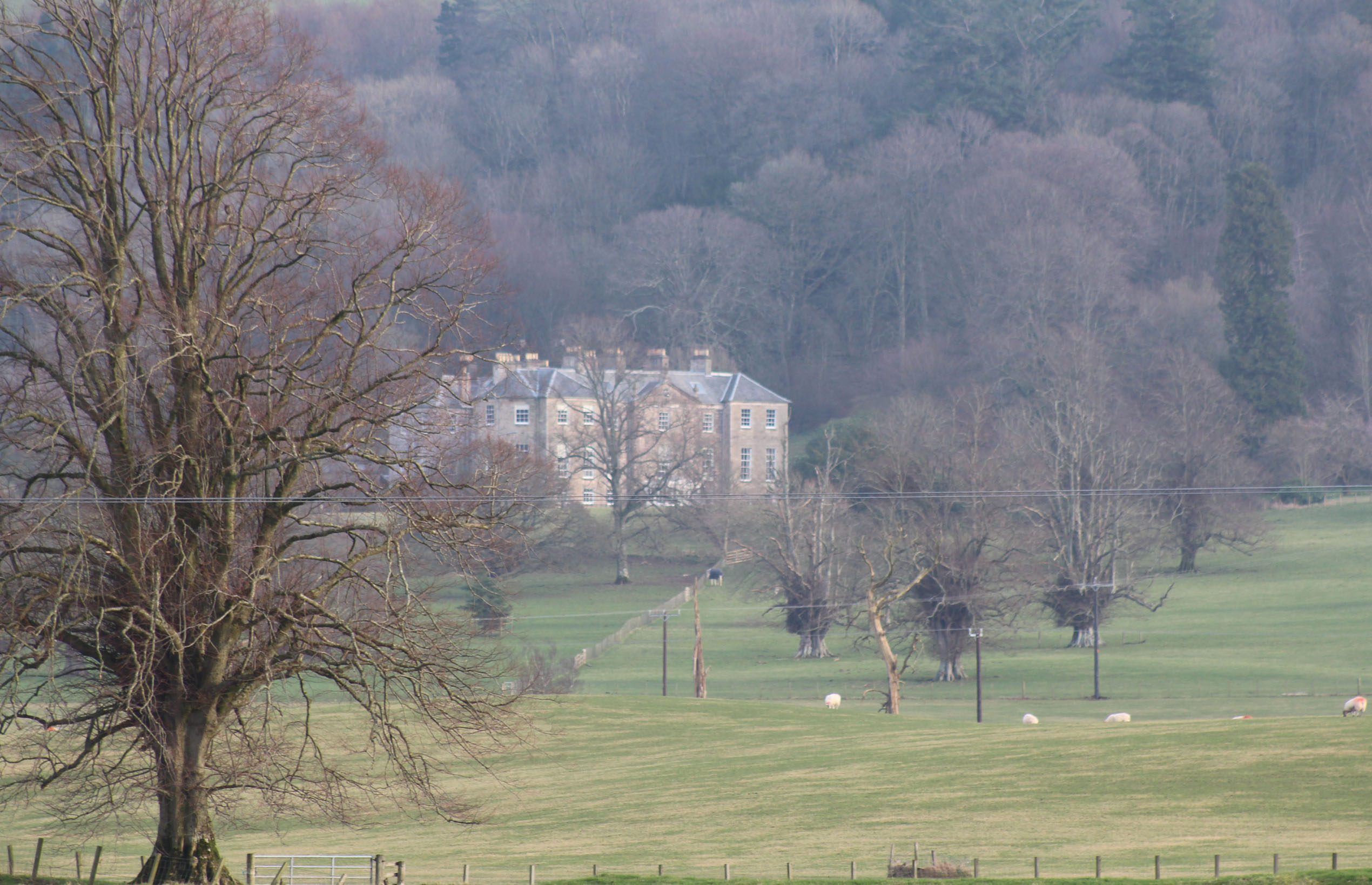
Kilkerran House

Kilkerran House ist ein Herrenhaus nahe der schottischen Ortschaft Dailly in der Council Area South Ayrshire. 1971 wurde das Bauwerk in die schottischen Denkmallisten in der höchsten Denkmalkategorie A aufgenommen.

## Geschichte
Erstmals wurde Kilkerran House im Jahre 1691 erwähnt. Möglicherweise befindet es sich am Ort eines älteren Turms namens Barclanachan. Das von James Smith entworfene Bauwerk wurde um diese Zeit erbaut und bildet die Keimzelle des heutigen Herrenhauses. 1744 wurde ein von William Adam gestalteter Kamin hinzugefügt. Mit den substanziellen Erweiterungen im Jahre 1818 wurde James Gillespie Graham betraut. In diesem Zuge wurde auch die Frontseite des Gebäudes an die Südseite verlegt. David Bryce gestaltete den 1855 eingerichteten Billardraum.

## Beschreibung
Das Herrenhaus liegt isoliert rund 3,5 nordöstlich von Dailly, nahe dem Südufer des Water of Girvan. Der Mittelrisalit an der südexponierten Hauptfassade des dreigeschossigen Gebäudes schließt mit einem Dreiecksgiebel. Die Gebäudeseiten schließen halbrund ab. Rückwärtig gehen parallele Flügel ab, die mit Pavillons mit schiefergedeckten Walmdächern abschließen.